# Mások (A tűz és jég dala)
A Mások (angolul White Walkers, illetve a könyvekben Others) természetfeletti humanoid lények. A Trónok harca című amerikai fantasy-drámasorozatban és az annak alapjául szolgáló A tűz és jég dala című regénysorozatban szerepelnek, melyet George R. R. Martin amerikai író alkotott meg. A lények az emberiséget fenyegető veszélyforrásként jelennek meg a művekben, Westerost az Északon található Fal védte meg tőlük, amíg azt le nem rombolta az Éjkirály. A The Verge magazin a sorozat vizuális szempontból leginkább ikonikus szereplői között nevezte meg a Másokat.

## Megjelenésük
Martin az 1996-os Trónok harca című regény prológusában mutatja be először a szereplőket: „Magas... szikár, kemény, mint a régi csont, húsa pedig sápadt, mint a tej. A páncélja mintha változtatta volna a színét, ahogy mozgott... [Szemei] kékek voltak, kékebbek és mélyebbek, mint bármilyen emberi szem, olyan kék, hogy szinte égettek, akár a jég.” A Mások vékony kristálykardokat viselnek, melyek képesek apró darabokra törni az acélt. Halkan mozognak és saját nyelvükön beszélnek. Martin leírása szerint nyelvük úgy hangzik, „...mint amikor egy téli tavon meghasad a jég”. A Kardok vihara című 2000-es regényből kiderül, hogy a Mások érzékenyek a sárkányüvegből (vagyis obszidiánból) készült fegyverekre. Samwell Tarly egy ilyen tőrrel öl meg egy Mást:
...a Más páncélja vékony patakocskákban folyt le a lábán, a torkából előmeredő tőr körül sápadt, kék vér gőzölgött. A lény odanyúlt két csontfehér kezével, hogy kihúzza a tőrt, de az ujjai füstöltek, ahol hozzáértek az obszidiánhoz... [Samwell] tágra nyílt szemmel figyelte, ahogy a Más összezsugorodik és tócsává olvad. A húsa néhány pillanat múlva finom, fehér ködként oszlott el. Alatta sápadt, fényes, tejfehér csontok maradtak, ezek is gyorsan olvadásnak indultak. Végül nem maradt belőle más, csak a sárkányüveg tőr, amelyet gomolygó gőzkoszorú vett körül, mintha élt és izzadt volna. Grenn lehajolt, hogy felvegye, de azonnal eldobta.
– Anya, ez aztán hideg!
A Sárkányok táncában (2011) Sam ősi feljegyzések alapján megtudja, hogy a Másokat egy „sárkányacélnak” nevezett anyaggal is meg lehet ölni. Havas Jonnal feltételezik, hogy ez a valyriai acél régies elnevezése lehet.
A Mások által megölt teremtmények élőhalottként élednek újjá: sápadt bőrrel, fekete kezekkel és hasonlóan ragyogó kék szemmel. A könyvekben az élőhalottakra nincs mágikus hatással a valyriai acél vagy a sárkányüveg. Fizikai eszközökkel megsebezhetők, de még leszakadt végtagjaik is képesek mozogni, ezért tűzzel lehet csak véglegesen megölni őket. A Faltól északra élő nép, a Vadak ezért mindig elégetik halottjaikat, hogy azok ne éledhessenek újjá.

## A regényekben

### Előtörténet
A regényekben és a 2014-ben megjelent A Tűz és Jég világa című kísérőkötetben Martin elmeséli, hogy évezredekkel A tűz és jég dala eseményei előtt létezett egy megállapodás az Erdő gyermekei (manószerű lények) és az Elsők, vagyis az emberiség között. Ezt az egyezséget azonban meggyengítette a rejtélyes és ellenséges Mások feltűnése, mellyel évtizedekig tartó sötétség és tél kezdődött. Miután sikerült a Másokat visszaszorítani, a gyermekek és az emberek felemelték a kőből, jégből és varázslatból álló Falat, mely Észak-Westeros nyugati partjától a keleti partig húzódik és megakadályozza a Mások délre vonulását.

### Trónok harca
A Trónok harca (1996) elején Westerosban általánosan elterjedt vélemény, hogy a Mások csupán gyerekek ijesztgetésére kitalált, legendabeli lények. A prológusnak az Éjjeli Őrség egyik felderítőcsapata szembetalálja magát a Másokkal, akik megölik Ser Waymar Royce-t. Royce élőhalottként feltámadva végez a Will nevű felderítővel.
Havas Jon és az Őrség többi tagja egy felderítés során rábukkan két halott bajtársuk tetemére. Visszaviszik őket Fekete Várba, ám a két halott életre kel és több embert megöl, mielőtt elpusztítanák őket.

### Kardok vihara
A Kardok viharában (2000) Samwell Tarly sárkányüvegből készült tőrrel megöl egy Mást. Sam társa, Kicsi Paul élőhalottként éled újra és Sam hasztalanul próbálja sárkányüveggel megölni őt, végül tűz segítségével pusztítja el a lényt. Bran Stark felidézi a Stark családba tartozó Éjkirály, az Éjjeli Őrség 13. parancsnokának legendáját, akit egy nőnemű Más csábított el. Az Éjkirály és hitvese rabigába hajtotta az Őrség tagjait, mielőtt a Starkok és a Vadak közös erővel legyőzték volna.

### The Winds of Winter
2012-ben George R. R. Martin elárulta, hogy az előkészületben lévő, The Winds of Winter (Tél szelei) című folytatásban az olvasók többet is megtudhatnak majd a Másokról.

## A televíziós sorozatban
A Mások ábrázolása a HBO Trónok harca című televíziós adaptációjában némileg eltér a regényekétől. A sorozatban a Mások vezetője az Éjkirály (Richard Brake és Vladimir Furdik alakításában), elsőként a negyedik évad Hűség című epizódjában tűnik fel – ebben Craster egyik újszülött gyermekét megérintve egy új Mást hoz létre. Az ötödik évad Rideghon című részében bebizonyosodik a valyriai acél hatékonysága a Mások ellen, amikor Havas Jon ősi kardjának, Hosszúkarommnak egy vágásától (a jéghez hasonlóan) apró darabjaira hullva meghal az egyik Más. A regényekkel ellentétben a sárkányüveg az élőhalottak ellen is hatásos fegyver.
A hatodik évad Az ajtó című epizódjában Bran Starknak látomása lesz az Éjkirály megszületéséről. Az Erdő gyermekeinek egyike, Levél egy megkötözött emberi foglyot mellkason szúr egy sárkányüveg tőrrel, létrehozva az Éjkirályt. Levél elmagyarázza Brannek, hogy abban az időben az Erdő gyermekei háborúban álltak az Elsőkkel. A hetedik évadban Jon megöl egy Mást, elpusztítva az annak a befolyása alatt álló élőhalottakat is. Szintén a hetedik évadban, A Falon túl című részben az Éjkirály megöli Daenerys Targaryen Viserion nevű sárkányát és élőhalottként éleszti újjá. A sárkány és a farkas című évadzáró részben az Éjkirály a sárkány segítségével áttöri a Falat.
A nyolcadik évad nyitó epizódjában (Winterfell) a Fal leomlását túlélők egy csoportja felfedezi, hogy az Utolsó Menedék nevű kastélyt, vagyis az Umber-ház ősi otthonát a holtak serege feldúlta, mindenkit lemészárolva. Az Éjkirály üzenetet is hagyott, Ned Umber falra szegezett holttestével és körülötte spirál alakban elhelyezett emberi végtagokkal. A második részben Deres lakói felkészülnek a holtak seregének támadására. Bran szerint az Éjkirály célja a Hosszú éjszaka elhozása és minden élő, valamint minden emlék eltörlése a föld színéről. A harmadik epizódban a holtak Deres ellen vonulnak és majdnem sikerül kiirtaniuk annak védőit. Az Éjkirály eljut az Istenerdőbe, megöli a Branért életét áldozó Theon Greyjoyt és Bran kivégzésére készül. Arya Stark azonban rajtaüt az Éjkirályon és a Brantől korábban kapott valyriai tőrrel megöli a Mások vezérét. Tettét követően az Éjkirály és a többi Más is darabjaira hullva életét veszti, valamint a holtak seregének élőhalott tagjai is végleg elpusztulnak.